# محمد طاهر القادری
محمد طاهر القادری (زاده ۱۹ فوریه ۱۹۵۱) سیاستمدار پاکستانی، استاد سابق حقوق بین‌الملل در دانشگاه پنجاب است. وی همچنین بنیانگذار و رئیس منهاج القرآن اینترنشنال است. در مارس ۲۰۱۲ مؤسسه CNN-IBN از او به عنوان یکی از سفیران جهانی صلح یاد کرد.

## فعالیت‌های سیاسی
در ۲۸ می ۱۹۸۹ قادری حزبی سیاسی پاکستان عوامی تحریک را تأسیس کرد. هدف این حزب گسترش فرهنگ دموکراسی، ثبات اقتصادی، بهبود وضعیت حقوق بشر، عدالت و نقش زنان در پاکستان است. این حزب همچنین در جهت رفع فساد در سیاست پاکستان تلاش می‌کند. قادری در ۱۹۹۰ در انتخابات ملی شرکت جست. در ۱۹۹۱ حزب قادری به همراه تحریک نفاذ فقه جعفری (یک گروه سیاسی شیعی) که امروزه با عنوان تحریک جعفری شناخته می‌شود ایده political working relationship را مطرح کردند. میان سال‌های ۱۹۸۹ تا ۱۹۹۳ قادری به‌طور پیوسته نقش یک رهبر مخالف را ایفا می‌نمود.